# إرنست غراي (سياسي)
إرنست غراي (بالإنجليزية: Ernest Gray)‏ هو سياسي نيوزيلندي، ولد في 1833، وتوفي في 14 يوليو 1895.